# Melanotus suzukii
Melanotus suzukii là một loài bọ cánh cứng trong họ Elateridae. Loài này được Platia & Schimmel miêu tả khoa học năm 2007.